# Acanthovalgus javanicus
Acanthovalgus javanicus är en skalbaggsart som beskrevs av Hermann Burmeister 1842. Acanthovalgus javanicus ingår i släktet Acanthovalgus och familjen Cetoniidae. Inga underarter finns listade i Catalogue of Life.